# Eurosport DHS
Eurosport DHS Deva este o companie producătoare de biciclete din România.
A fost înființată în anul 2004 și este membră a grupului DHS din care fac parte și companiile DHS Bike Parts, care se ocupă cu comercializarea pieselor de schimb pentru biciclete, și DH Sport din Petroșani, care produce roți pentru biciclete.
Compania a fost înființată în  1999 de investitori chinezi persoane fizice, iar în prezent este deținută de investitori chinezi.
În 2006, grupul german Prophete a intrat în acționariat prin achiziția unui pachet de 30% din capital, iar în 2008 și-a majorat participația la 40%.
În anul 2006 Eurosport DHS a inaugurat fabrica de biciclete din Deva, investiția ridicându-se la peste 6 milioane euro.
Capacitatea lunară maximă de producție a fabricii este de 30.000 de unități.
Număr de angajați în 2009: 235
Număr de angajați în 2013: 313
Cifra de afaceri:
- 2009: 18,4 milioane euro [3]
- 2013: 170,7 milioane lei [4]
- 2014: 205 milioane lei[5]

Are mai multe sub branduri, printre care Afisport și Devron.